# Вейнсборо (Пенсільванія)
Вейнсборо (англ. Waynesboro) — місто (англ. borough) в США, в окрузі Франклін штату Пенсільванія. Населення — 10 951 особа (2020).

## Географія
Вейнсборо розташоване за координатами 39°45′9″ пн. ш. 77°34′56″ зх. д. / 39.75250° пн. ш. 77.58222° зх. д. (39.752455, -77.582189).  За даними Бюро перепису населення США в 2010 році місто мало площу 8,84 км², уся площа — суходіл.

## Демографія
Згідно з переписом 2010 року, у селищі мешкало 10 568 осіб у 4512 домогосподарствах у складі 2740 родин. Густота населення становила 1196 осіб/км².  Було 4969 помешкань (562/км²).
Расовий склад населення:
| - 92,4 % — білих - 3,0 % — чорних або афроамериканців - 0,6 % — азіатів - 0,4 % — корінних американців - 1,2 % — осіб інших рас |

До двох чи більше рас належало 2,3 %. Частка іспаномовних становила 3,7 % від усіх жителів.
За віковим діапазоном населення розподілялося таким чином: 24,1 % — особи молодші 18 років, 60,9 % — особи у віці 18—64 років, 15,0 % — особи у віці 65 років та старші. Медіана віку мешканця становила 36,6 року. На 100 осіб жіночої статі у селищі припадало 91,9 чоловіків;  на 100 жінок у віці від 18 років та старших — 88,9 чоловіків також старших 18 років.
Середній дохід на одне домашнє господарство  становив 46 295 доларів США (медіана — 38 435), а середній дохід на одну сім'ю — 54 466 доларів (медіана — 47 960). Медіана доходів становила 41 944 долари для чоловіків та 31 583 долари для жінок. За межею бідності перебувало 19,4 % осіб, у тому числі 34,2 % дітей у віці до 18 років та 7,9 % осіб у віці 65 років та старших.
Цивільне працевлаштоване населення становило 4735 осіб. Основні галузі зайнятості: освіта, охорона здоров'я та соціальна допомога — 22,1 %, виробництво — 14,3 %, роздрібна торгівля — 13,9 %.